# Coppa Italia (canoa polo under 21)
La Coppa Italia di canoa polo under 21 è un trofeo nazionale italiano di canoa polo organizzato annualmente dalla Federazione Italiana Canoa Kayak. Vi partecipa una parte delle squadre iscritte al campionato, nell'ultima edizione erano 9 ma spesso si è giocata solo fra 4 squadre, e nel 2008 non si è nemmeno tenuta. Assieme alla Coppa Italia femminile si organizzava assieme a quella maschile senior. Come per il campionato sono ammesse squadre miste, anche se la stragrande maggioranza degli atleti è maschio. Al contrario rispetto a quella maschile e a quella femminile, non c'è una squadra che la fa da padrona nell'albo d'oro: infatti solo il Canoa Club Bologna e la Società Canottieri Ichnusa (Cagliari) sono riusciti a vincerla almeno due volte.  Da notare che mentre a livello maschile e femminile è stato molto frequente il double "Coppa Italia-Scudetto" nello stesso anno, a livello under 21 è capitato solo una volta (2007). Ciò è dovuto anche al fatto che le squadre che hanno vinto gli scudetti successivi (KST e Katana) non hanno partecipato alla Coppa Italia.
Dal 2018 al 2021 la competizione non si è tenuta, oltre che a causa della pandemia di Covid-19, anche per permettere agli atleti under 21 di partecipare alla Coppa Italia senior. Dal 2022 torna a disputarsi, in data separata da quest'ultima.

## Albo d'oro
| Stagione | Vincitore                    | Secondo Posto                              | Terzo posto                      | Note  |
| 2003     | AS Indiana Club              | C.C. Firenze                               | Canoa Club Bologna               |       |
| 2004     | Canoa Club Bologna           | Amici del Fiume Torino                     | Gravità Zero Academy             |       |
| 2005     | Canoa Club Bologna           | Circolo Nautico Posillipo/C.S. del Salento | Canoa San Miniato                |       |
| 2006     | SS Lazio Canoa Polo/UCK Bari | KST 2001 Siracusa                          | Canoa San Miniato                |       |
| 2007     | KST 2001 Siracusa            | UCK Bari                                   | Circolo Nautico Posillipo        |       |
| 2009     | Canottieri Sabazia           | Canoa San Miniato                          | A.R.C.I. Borgata Marinara Lerici |       |
| 2010     | S. C. Ichnusa                | CUS Bari                                   | Canoa San Miniato                | [ 2 ] |
| 2011     | CUS Bari                     | Soc. Canott. Ichnusa                       | Canottieri Pisa                  |       |
| 2012     | S. C. Ichnusa                | Circolo Nautico Posillipo                  | C.C. Firenze                     |       |
| 2013     | Canoa Club Napoli            | KST 2001 Siracusa                          | Circolo Nautico Posillipo        |       |
| 2014     | C.C. Firenze                 | A.R.C.I. Borgata Marinara Lerici           | KST 2001 Siracusa                | [ 3 ] |
| 2015     | Canoa Club Napoli            | S. C. Ichnusa                              | A.R.C.I. Borgata Marinara Lerici | [ 3 ] |
| 2016     | Pol.Nautica Katana           | Marton Canoa Club Bari                     | Jomar Club Catania               | [ 3 ] |
| 2017     | C.C. Firenze                 | Circolo Nautico Posillipo                  | Marton Canoa Club Bari           | [ 3 ] |
| 2022     | Jomar Club Catania           | Canoa Club Napoli                          | S. C. Ichnusa                    | [ 4 ] |
| 2023     | Jomar Club Catania           | Canoa Club Napoli                          | S. C. Ichnusa                    | [ 5 ] |
| 2024     | Canoa Club Napoli            | Circolo Nautico Posillipo                  | Jomar Club Catania               | [ 6 ] |